# كندش أصهب
الكندش الأصهب (الاسم العلمي: Dendrocitta vagabunda) هو نوع من أنواع الطيور؛ من أنواع كندش الأشجار، من جنس كندش (Dendrocitta)، موطنه الأصلي هو شبه قارة الهند وأجزاء مجاورة من منطقة جنوب شرق آسيا. وهو عضو في فصيلة الغرابيات. لهذه الطيور ذيل طويل وتطلق أصوات موسيقية صاخبة مما يجعلها جلية الحضور للغاية. تتواجد هذه الطيور بشكل شائع في أراضي المفتوحة التي تكسيها الأشجار والشجيرات المنخفضة، المناطق الزراعية، في الغابات وكذلك الحدائق الحضرية (المدنية). مثل الطيور الأخرى التي تنتمي لفصيلة الغرابيات، هذه الطيور قابلة للتكيف وللتأقلم للغاية، وهو طيور قارته وانتهازية فيما يتعلق بالتغذية والطعام.

## الوصف
كلا الجنسين، الذكر والأنثى، متشابهين بالشكل، واللونه الرئيسي الذي يتلون به جسده هو اللون القرفي، ورأسه أسود اللون وذيله طويل متدرج الألوان من الرمادي إلى زرقاوي وأطرافه سوداء اللون. يحتوي الجناحه على رقعة بيضاء اللون. النوع الوحيد من أنواع طيور الكندش الأخرى التي من الممكن أن يحسبها المرء على أنها كندش أصهب بشكل مغلوط، هي طيور الكندش الرمادي، مع أنها تفتقر للون الأصهب الوهاج. منقارة غليظ قوي معقوف الطرف. الأجزاء السفلية من جسده والجزء السفلي من منطقة الظهر يكون لونها ما بين اللون البني الأسمر الداكن واللون البرتقالي-البني، لون الأغطية الريشية على الأجنحة هو أبيض ولون الريش الرئيسي للأجنحة هو الأسود. المنقار والساقين والقدمين لونها أسود.
تظهر التجمعات السكانية المنتشرة من هذه الطيور، اختلافات معينة ويتم التعرف على التصنيفات العديدة من الأنواع الفرعية (نويعات). تتواجد هذه الأنواع المرشحة لتصنف كأنواع فرعية، في الجزء الشمالي الشرقي من شبه جزيرة الهند جنوبًا إلى حيدر أباد. النويع الصحراوي أكثر شحوبًا باللون ويسمى بالإسم العلمي pallida، النويع المسمى vernayi والذي ينتشر عبر جبال الغات الشرقية، يكون لونه أكثر وهاجا، بينما النويع parvula، المنتشر في جبال الغات الغربية أصغر في الحجم. النويع المتواجد في أفغانستان وباكستان يسمى bristoli في حين أن النويع المتواجد في جنوب تايلاند يسمى saturatior. وصف إي. سي. ستيوارت بيكر نويع يسمى sclateri المنتشر عند المناطق العليا التي حول تشيندوين، وإلى تلال تشيل وكينايري، من جنوب ميانمار وشمال غرب تايلاند. النويع المتواجد في شرق تايلاند وفي مناطق الهند الصينية هو sakeratensis.

## التوزيع
نطاق ومدى تواجد هذا النوع من الطيور واسع وكبير جدًا، ويغطي كل أراضي الهند الرئيسية حتى جبال الهيمالايا، وباكستان ونحو الجنوب الشرق عبر نطاق واسع يشمل بنغلاديش، وميانمار، ولاوس، وتايلاند في غابات الأشجار والشجيرات المنخفضة المفتوحة، وأراضي المزارع والحدائق. في جبال الهيمالايا، تقوم هذه الطيور بتنقلات موسمية نحو ارتفاعات أكبر موسمية.

## السلوك والبيئة
تعتبر طيور الكندش الأصهب شجرية في الأساس، وهي مخلوقات قارته، وتتغذى على الفاكهة، وعلى رحيق نباتات بومباكس سيبا (الاسم العلمي: Bombax ceiba)، البذور اللافقاريات، الزواحف الصغيرة وعلى البيض وصغار الطيور ؛ ومن المعروف أيضًا أن هذه الطيور تأكل لحمًا من جثث المخلوقات التي قتلت ونفقت مؤخرًا. تبحث هذه الطيور عن المؤن الغذائية بصورة رشيقة وفعالة، حيث تتشبث وتتسلق خلال الأفنان وأحيانا تنضم لمجموعات مختلطة من أنواع الطيور التي تبحث عن المؤن، جنبا إلى جنب مع الأنواع من الطيور مثل دكروريات وثرثار العالم القديم. من المعروف عن هذه الطيور أنها متكافلة مع الغزلان عن طريق تنظيفها، حيث تتغذى على الطفيليات الخارجية التي تتطفل على غزلان الصمبر التي تجهز نفسها عن طريق القيام بوضعية ما لإتاحة المجال ودعوة هذه الطيور للمجيئ إليها والسماح لها بالجثم عليها لفحص أجزاء معينة ومحددة. مثلها مثل العديد من الغرابيات الأخرى، معروف عن هذه الطيور أنها تقوم بتخزين الطعام. وقد اعتبرت الطيور هذه أنها مفيدة لزراعة النخيل في جنوب الهند، بسبب بحثها عن الطعام الذي يشمل دويدة ويرقانة سوسة الفاكهة المدمرة من نوع سوسة النخيل الحمراء. ومن المعروف أنها تتغذى على ثمار (الاسم العلمي: Trichosanthes tricuspidata) السامة للثدييات.

تسلسل صور يظهر سلوك المداعبة والمغازلة

 موسم التكاثر لهذه الطيور في الهند هو من شهر أبريل إلى شهر يونيو. في البنغال، تكون ذروة موسم التكاثر في شهر أبريل وشهر مايو، حيث تشهد أجسادها في هذه الفترة مستويات عالية من نشاط الغدة الصنوبرية وإنتاج السيروتونين. تبني هذه الطيور أعشاشها على الأشجار والشجيرات وعادة ما يكون العش عبارة عن منصة ضحلة. بشكل عام يتم وضع ما بين 3-5 بيضات.
هذا النوع من الطيور لديه مخزون واسع من النداءات، ولكن تعتبر النداءات التي تصفر بالشكل التالي، بوب-أو-لينك (bob-o-link) أو كو-تريي (ko-tree)، النداءات الأكثر شيوعًا. كوتري (kotri)، هو اسم محلي لهذا الطائر مشتق من النداءات النموذجية التي يطلقها، ومن بين الأسماء الأخرى له، هاندي كانتشا (Handi Chancha)، و تاكا تشور (taka chor) التي تعني (= «سارق العملة»).
تم الإبلاغ عن وجود طفيليات دم أولية من نوع (الاسم العلمي : Trypanosoma corvi)  و بابسيا، عند هذا النوع من الطيور. تم العثور على طفيليات مثقوبات من نوع (الاسم العلمي: Haplorchis vagabundi)، في أمعاء هذه الطيور. ومن المعروف أيضًا أن الطفيلي من نوع شائكات الرؤوس، اسمه العلمي : Centrorhynchus lancea، يتواجد عند هذه الطيور. من المعروف أن نوعًا من سوس الريش، يعيش في ريش طيور الكندش الأصهب.

## روابط خارجية
- صور ووسائط أخرى
- اكتب عينة من sakeratensis نسخة محفوظة 24 فبراير 2012 على موقع واي باك مشين.